# 伊禮海斗
伊禮 海斗（いれい かいと、2001年6月8日 - ）は、神奈川県川崎市出身のプロ野球選手（投手）。左投左打。オイシックス新潟アルビレックス・ベースボール・クラブ所属。

## 来歴
小学校1年の時に白真少年野球部で野球を始める。
中学時代には町田リトルシニアに在籍した。
高校は桐蔭学園高等学校に進学し高校2年時の第49回明治神宮野球大会では1回戦で先発するも、進藤勇也や西舘昂汰を擁す筑陽学園に打ち込まれ3回で4失点を喫し敗れる。3年春の第91回選抜高等学校野球大会では1回戦の啓新高等学校戦で9回途中4失点を喫し敗北する。同級生に森敬斗がいた。
大学は桐蔭横浜大学に進学し2年時の第70回全日本大学野球選手権記念大会に登板するが国際武道大学に敗れる。2023年の9月6日にプロ志望届を提出したがドラフト会議では指名されることはなかった。同期に古謝樹がいる。
11月27日に翌2024年からイースタン・リーグに新規参入する、オイシックス新潟アルビレックス・ベースボール・クラブへの入団が発表された。背番号は34。

## 選手としての特徴
140km/h前後の速球を投げ込み、高校時代はスライダーやカーブを低めに決めるコントロールを持ち合わせ、緩急を使ってバットの芯を外す投球が売りだった。

## 詳細情報

### 背番号
- 34（2024年 - ）